# بنویتس
بنویتس (به آلمانی: Bennewitz) یک شهر در آلمان است که در Leipzig واقع شده‌است. بنویتس ۵٬۲۴۶ نفر جمعیت دارد.